# 草庙乡
草庙乡，是中华人民共和国宁夏回族自治区固原市彭阳县下辖的一个乡镇级行政单位。

## 行政区划
草庙乡下辖以下地区：
包山村、祁崾岘村、草庙村、赵洼村、新洼村、张街村、曹川村、丑畔村、周庄村、王岔村、牛湾村、刘塬村、米塬村和和沟村。